# Aleksiej Proszlakow
Aleksiej Iwanowicz Proszlakow (ros. Алексе́й Ива́нович Прошляко́в, ur. 5 lutego?/18 lutego 1901 we wsi Goleniszczewo w guberni riazańskiej, zm. 12 grudnia 1973 w Moskwie) – radziecki dowódca wojskowy, marszałek wojsk inżynieryjnych (1961), Bohater Związku Radzieckiego (1945).

## Życiorys
Od 1920 w Armii Czerwonej, zastępca ds. politycznych szefa (komendanta) szkoły młodszych dowódców, brał udział w walkach z basmaczami w Turkiestanie, od 1921 w RKP(b), od 1926 służył w wojskach inżynieryjnych. Szef szkoły pułkowej, zastępca dowódcy i dowódca batalionu pontonowego. Ukończył kursy dowódców Armii Czerwonej w 1931 i 1938, od 1933 pracownik wydziału inżynieryjnego sztabu Białoruskiego Okręgu Wojskowego. Od 1938 kierownik wydziału wojsk inżynieryjnych sztabu grupy armijnej w Bobrujsku, we wrześniu 1939 na bazie tej grupy utworzono 4 Armię, w której Proszlakow został szefem wojsk inżynieryjnych. 
Brał udział w agresji ZSRR na Polskę na terenie tzw. Zachodniej Białorusi, gdzie później kierował pracami inżynieryjnymi na nowo wytyczonej zachodniej granicy ZSRR z Niemcami. 
Po ataku Niemiec na ZSRR 1941 kierował fortyfikowaniem Bobrujska i Mohylewa, później brał udział w walkach na Froncie Briańskim, następnie wyróżnił się podczas obrony Moskwy i Tuły. Od kwietnia 1942 zastępca dowódcy – szef wojsk inżynieryjnych kolejno na froncie stalingradzkim, dońskim, centralnym i białoruskim. 1 października 1942 został generałem majorem wojsk inżynieryjnych. Od grudnia 1942 do końca 1944 walczył pod dowództwem Konstantego Rokossowskiego, brał udział w przygotowywaniu zaplecza inżynieryjnego do bitwy pod Stalingradem, pod Kurskiem, nad Dnieprem, operacji białoruskiej, operacji wiślańsko-odrzańskiej i berlińskiej. Za pomyślne wsparcie inżynieryjne podczas działań bojowych w operacji berlińskiej 29 maja 1945 otrzymał tytuł Bohatera Związku radzieckiego. Od 29 października 1943 generał porucznik wojsk inżynieryjnych, od 26 lipca 1944 generał pułkownik wojsk inżynieryjnych. 
Od lipca 1945 szef wojsk inżynieryjnych – zastępca głównodowodzącego Grupy Wojsk Radzieckich w Niemczech. 1951 ukończył wyższe kursy akademickie przy Akademii Sztabu Generalnego Sił Zbrojnych ZSRR i został kierownikiem wydziału szkolenia bojowego Wojsk Inżynieryjnych Armii Radzieckiej. 1952-1965 szef Wojsk Inżynieryjnych Armii Radzieckiej. Od 1965 do śmierci doradca Grupy Generalnych Inspektorów Ministerstwa Obrony ZSRR. Pochowany na Cmentarzu Nowodziewiczym.

## Awanse
- gen. mjr wojsk inżynieryjnych 10 listopada 1942;
- gen. por. wojsk inżynieryjnych 19 marca 1943;
- gen. płk wojsk inżynieryjnych 26 lipca 1944;
- marszałek wojsk inżynieryjnych 28 kwietnia 1962.

## Odznaczenia
- Złota Gwiazda Bohatera ZSRR (1945)
- Order Lenina (trzykrotnie – 6 kwietnia 1945, 30 kwietnia 1945 i 29 maja 1945)
- Order Czerwonego Sztandaru (trzykrotnie – 14 lutego 1943, 3 listopada 1944 i 30 grudnia 1956)
- Order Kutuzowa I klasy (19 lipca 1944)
- Order Suworowa II klasy (15 stycznia 1944)
- Order Wojny Ojczyźnianej I klasy (27 sierpnia 1943)
- Order Czerwonej Gwiazdy (dwukrotnie)
- Medal „Za zwycięstwo nad Niemcami w Wielkiej Wojnie Ojczyźnianej 1941–1945”
- Medal jubileuszowy „Dwudziestolecia zwycięstwa w Wielkiej Wojnie Ojczyźnianej 1941–1945”
- Medal „Za zdobycie Berlina”
- Medal „Za wyzwolenie Warszawy”
- Medal jubileuszowy „XX lat Robotniczo-Chłopskiej Armii Czerwonej”
- Medal jubileuszowy „30 lat Armii Radzieckiej i Floty”
- Medal jubileuszowy „40 lat Sił Zbrojnych ZSRR”
- Medal jubileuszowy „50 lat Sił Zbrojnych ZSRR”
- Order Imperium Brytyjskiego (wojskowy) (Wielka Brytania)
- Order Krzyża Grunwaldu III klasy (Polska)
- Krzyż Komandorski Orderu Virtuti Militari (Polska)
- Medal za Warszawę 1939–1945
- Medal za Odrę, Nysę, Bałtyk
- Medal Przyjaźni Chińsko-Radzieckiej (Chiny)